# チェンナイインFCの年度別成績一覧
チェンナイインFCの年度別成績一覧（チェンナイインFCのねんどべつせいせきいちらん）では、チェンナイインFCの各年度ごとの成績を詳述する。

## 年度別成績・歴代監督
凡例
- 太字はリーグ、カップ戦優勝
- 表中の略記・着色セルの内訳は以下の通り

| リーグ、カップ戦優勝 | リーグ、カップ戦準優勝 | リーグ、カップ戦3位 |
ISL：インド・スーパーリーグ
| 年度 | 所属 | 順位 | 順位           | 勝点 | 試合 | 勝 | 分 | 敗 | 監督                 |
| ---- | ---- | ---- | -------------- | ---- | ---- | -- | -- | -- | -------------------- |
| 2014 | ISL  | 1位  | セミファイナル | 23   | 14   | 6  | 5  | 3  | マルコ・マテラッツィ |